# Los Cardos, Nochistlán de Mejía
Los Cardos är en ort i Mexiko.   Den ligger i kommunen Nochistlán de Mejía och delstaten Zacatecas, i den centrala delen av landet, 500 km nordväst om huvudstaden Mexico City. Los Cardos ligger 2 373 meter över havet och antalet invånare är 149.
Terrängen runt Los Cardos är kuperad. Runt Los Cardos är det ganska glesbefolkat, med 42 invånare per kvadratkilometer. Närmaste större samhälle är Jalpa, 16,0 km väster om Los Cardos. I omgivningarna runt Los Cardos växer huvudsakligen savannskog.